# Tenango del Valle
Tenango del Valle är en kommun i Mexiko.   Den ligger i delstaten Mexiko, i den sydöstra delen av landet, 60 km sydväst om huvudstaden Mexico City. Antalet invånare är 77 965. Arean är 208 kvadratkilometer.
Terrängen i Tenango del Valle är varierad.
Följande samhällen finns i Tenango del Valle:
- Tenango de Arista
- Santa María Jajalpa
- San Bartolomé Atlatlahuca
- San Francisco Putla
- San Francisco Tepexoxica
- Monte Calvario
- Santa Cruz Pueblo Nuevo
- Colonia Azteca
- El Coloso
- La Herradura
- Las Cruces
- La Haciendita
- Colonia San José
- La Isleta
- Colonia de las Minas
- El Zarzal
- Loma Rancho Juan Méndez
- Los Lavaderos
- El Guarda
- Rancho Gómez Tagle
- Rancho el Cerrito
- Los Cedros
- Rancho de José Herrera
- La Cooperativa
- Los Pocitos
- Colonia San Román
- Cruz Blanca
- Santa Cecilia